# Turbonilla callimene
Turbonilla callimene är en snäckart som beskrevs av Bartsch 1912. Turbonilla callimene ingår i släktet Turbonilla och familjen Pyramidellidae. Inga underarter finns listade i Catalogue of Life.